# 포천 만세교리 태봉
포천 만세교리 태봉은 대한민국 경기도 포천시 신북면 만세교리에 있다. 1986년 4월 9일 포천시의 향토유적 제21호로 지정되었다.

## 개요
만세교에서 남쪽으로 500M 거리인 태봉산(胎峰山) 정상에 있는 태실이다.
서울대 규장각 소장의 「태봉등록(胎峰謄錄), 규(圭) 12893」에 의하면 이 태실의 주인공은 1738년(영조 14) 1월 19일에 태어난 영조 후궁 소생의 옹주아기씨로 되어 있다.
금표(禁標)에 의하여 엄격히 보호받던 이 태실은 일제시대에 이르러 일본인들에 의해 옹주의 태를 담았던 태항과 지석이 도굴되어 오늘날까지 석재만이 남아 위치를 증명해 주고 있으며 표석에 건융 3년 정월 19일 축시생 건융 3년 3월 26일 오시 입이라 새겨 있다.